# Poldi Waraschitz
Poldi Waraschitz (* 29. Oktober 1900 in Lassee; † 25. November 1970 in München) war ein österreichischer Filmschauspieler und Lebenskünstler.

## Leben
Der als „Schnorrerkönig“ bekannt gewordene Wiener war das zweite von vierzehn Kindern. Im Alter von 14 Jahren begann er eine Lehre in einem Geschäft für Schneiderbedarf, brach diese jedoch ab, um sich als Statist am Theater zu verdingen. Mit 22 Jahren leitete er eine eigene Schmierentheatergruppe. Eine Zeit in Berlin verbrachte er als Journalist und mit PR für die Brüder Hotter. Er gilt als Entdecker von Schauspielern wie Magda Schneider und Hans Söhnker. Danach wurde Waraschitz Gastronom und führte Bars in verschiedenen Städten. Die meiste Zeit aber lebte der Lebenskünstler vom Geld seiner reichen Freunde, zu denen unter anderen Toni Sailer und Rudolf Prack gehörten. 
Waraschitz wurde seinerzeit als „Pumpgenie“ oder „Schnorrerkönig“ in der internationalen Presse gewürdigt. Billy Wilder plante, so war jedenfalls zu lesen, sein Leben zu verfilmen.

## Filmografie
- 1966: 00Sex am Wolfgangsee
- 1969: Die nackte Bovary
- 1969: Josefine, das liebestolle Kätzchen
- 1969: Liebe durch die Hintertür